# Aarddistel
Aarddistel (Cirsium acaule) is een soort uit het geslacht vederdistel (Cirsium).

## Determinatie
Het is een tweejarige plant waarbij in het eerste jaar zich de wortel en het bladrozet vormen; in het tweede jaar ontwikkelen zich de bloemen en vruchten.
De aarddistel heeft meestal een zeer korte, 5–10 cm lange stengel, die soms echter tot 30 cm lang kan worden. De plant heeft lange ondergrondse stengels (rizomen) en bloeit in juli tot september met meestal één bloemhoofdje. De bladeren dragen scherpe stekels en zijn van onderen kort behaard. De vruchtjes aan de top zijn voorzien van vruchtpluis (distelpluis).
Soms komen er natuurlijke hybriden voor van de aarddistel en de moesdistel (Cirsium oleraceum).

## Ecologie
De soort komt hoofdzakelijk voor in kalkrijke weilanden.

### Syntaxonomie

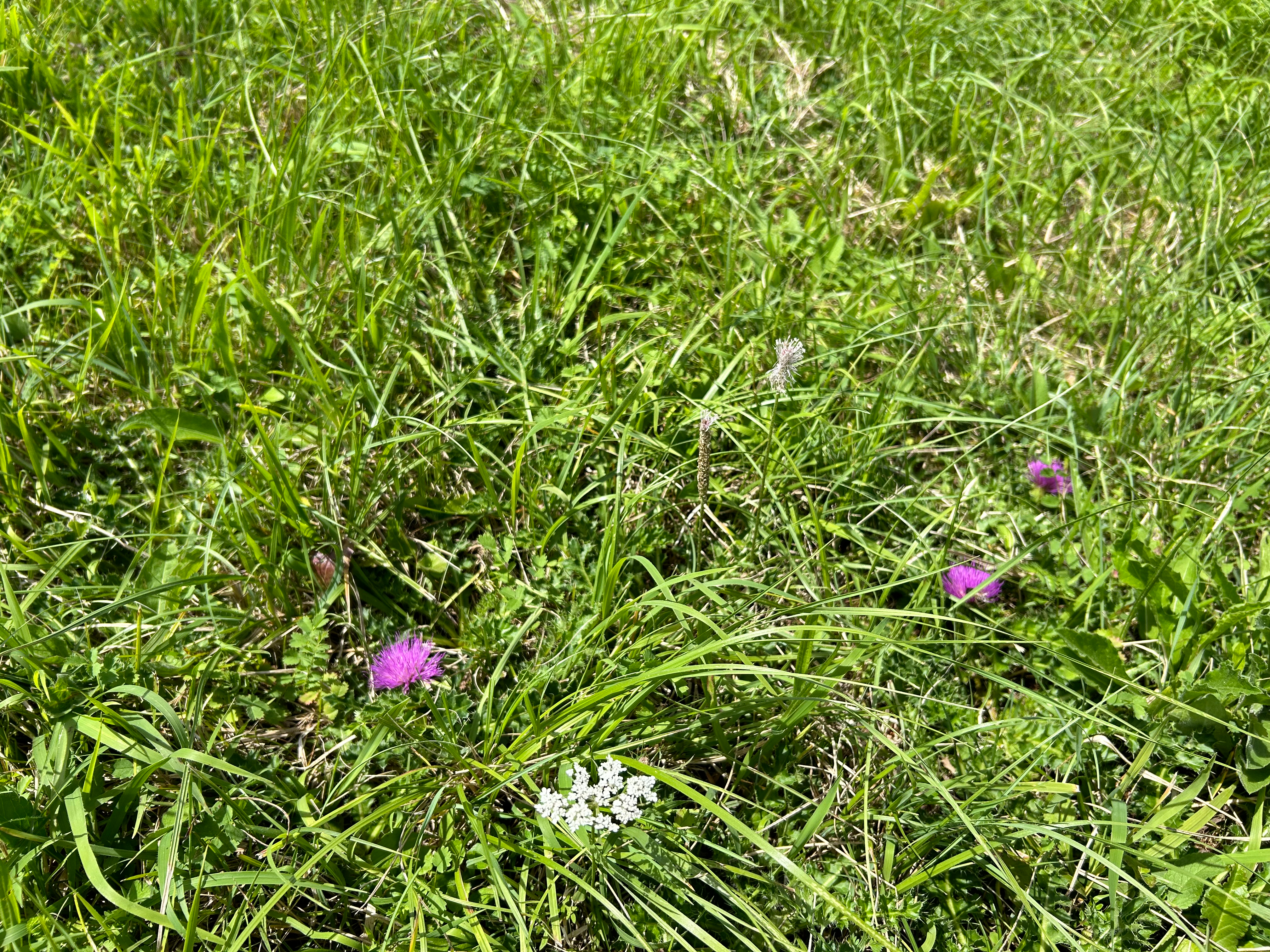
Weiland van de associatie van ruige weegbree en aarddistel.

Aarddistel geldt als kensoort voor de mede naar haar vernoemde associatie van ruige weegbree en aarddistel (Galio-Trifolietum).
De soort geldt ook als indicatorsoort voor het kalkgrasland (hk) en voor het mesofiel hooiland (hu) subtype 'Kamgrasgrasland op kalkrijke bodem', twee karteringseenheden in de Biologische Waarderingskaart (BWK) van Vlaanderen en het Brussels Hoofdstedelijk Gewest.

## Verspreiding
De soort staat op de  Nederlandse- en Belgische Rode lijst van planten als zeer zeldzaam en zeer sterk afgenomen. Het verspreidingsgebied omvat Europa en Azië.

## In andere talen
- Duits: Stängellose Kratzdistel
- Engels: Dwarf Thistle
- Frans: Cirse acaule